# Astragalus acutifolius
Astragalus acutifolius är en ärtväxtart som beskrevs av Aleksandr Andrejevitj Bunge. Astragalus acutifolius ingår i släktet vedlar, och familjen ärtväxter. Inga underarter finns listade i Catalogue of Life.